# Смерть далекам
«Смерть далекам» (англ. Death to the Daleks) — третья серия одиннадцатого сезона британского научно-фантастического телесериала «Доктор Кто», состоящая из четырех эпизодов, которые были показаны в период с 23 февраля по 16 марта 1974 года.

## Сюжет
В полёте что-то высасывает из ТАРДИС энергию, и та приземляется на планете Экссилон. Доктор и Сара отправляются наружу и разделяются. Доктора ловят экссилонцы, но тот сбегает. Один из них атакует Сару прямо в ТАРДИС, та убегает и натыкается на белый город с мигающим маяком.
Днём Доктора находит экспедиция Корпуса Космодесанта и забирает его на свой обесточенный корабль. Экспедиция ищет парриниум, минерал, в достатке находящийся на Экссилоне, который лечит и даёт иммунитет против смертельной космической чумы. Жизни десяти миллионов людей зависят от успеха экспедиции в течение месяца. Они показывают Доктору фотографии города, которому экссилонцы поклоняются, принося в жертву всех, кто приближается к нему слишком близко. Сару ловят и отправляют в пещеры для приготовлений к жертвоприношению.
Прибывает корабль далеков, но ни он, ни их оружие не действуют. Далеки встречают Доктора и пытаются убить, но оружие не работает, после чего рассказывают, что их планеты тоже страдают от чумы, и им тоже нужен парриниум. Они вынужденно объединяются с Доктором и морпехами, чтобы найти парриниум и улететь с Экссилона. Но вскоре вся компания попадает в засаду экссилонцев и, после гибели человека и далека, попадает в плен. Пленников приводят в пещеры, где Доктор прерывает жертвоприношение Сары, и его тоже приговаривают к смерти. Вскоре прибывает второй отряд далеков, заменивший энергооружие на винтовки, убивает нескольких экссилонцев и заставляет их под присмотром людей добывать парриниум. Доктор и Сара сбегают в туннели. Прибывают остальные далеки и обсуждают настоящий план создать из парриниума чуму и распространить её на все планеты, кроме их собственных.
Доктор и Сара встречают группу экссилонцев-беглецов, чей лидер, Беллал, объясняет, что город был построен их предками, которые даже изобрели космические полёты. Древние экссилонцы построили город, который сам себя обеспечивал, чинил и защищал. Вскоре он решил, что его создатели ему не нужны. Эксилонцы решили уничтожить город, но тот в ответ уничтожил большинство их самих. Единственные выжившие — дикари на поверхности и группа Беллала, пытающаяся осуществить провалившуюся миссию предков. Беллал зарисовал несколько символов со стены города, и Доктор опознает в них рисунки с замка в Перу. Беллал также рассказывает, что город обеспечивает себя через подземные «корни» и воздушный маяк, который является причиной утечки энергии, и Доктор решает уничтожить его.
Далеки приходят к тому же выводу и выдают две бомбы с таймером двум людям, но один из них, Гэллоуэй, утаивает одну. Двое других далеков входят в город вслед за Доктором и Беллалом и проходят через серию тестов на интеллект. Вскоре Доктор понимает, зачем они нужны: город добавляет знания самых умных в свои банки данных. В центральной комнате Доктор начинает ломать мозг компьютера, который отвечает созданием двух экссилонцеподобных «антител», чтобы те «нейтрализовали» Доктора и Беллала. Их спасает только появление двух далеков, которые начинают сражаться с антителами, и Доктор с Беллалом, сломав управление, убегают из города. Оба далека уничтожены.
Бомба на маяке взрывается, и вся энергия восстанавливается. Далеки приказывают людям погрузить парриниум на корабль и собираются, поднявшись, выстрелить по планете ракетой с чумой, которая уничтожит всю жизнь и сделает дальнейшую посадку невозможной. Парриниумом они собираются шантажировать галактику: отказ от их требований повлечёт смерть миллионов. После их отбытия Сара рассказывает, что у далеков на корабле мешки с песком, а настоящий парриниум на корабле землян, готовом к отбытию. Гэллоуэй пробирается на борт корабля далеков и жертвует собой, взорвав бомбу прежде, чем далеки запустят ракету. Город рушится, и Доктор печально замечает, что в галактике теперь только 699 чудес.

## Трансляции и отзывы
| Эпизод            | Дата показа     | Продолжительность | Телезрители (в миллионах) | Archive                 |
| ----------------- | --------------- | ----------------- | ------------------------- | ----------------------- |
| «Часть 1»         | 23 февраля 1974 | 24:32             | 8,1                       | PAL 2" colour videotape |
| «Часть 2»         | 2 марта 1974    | 24:25             | 9,5                       | PAL 2" colour videotape |
| «Часть 3»         | 9 марта 1974    | 24:24             | 10,5                      | PAL 2" colour videotape |
| «Часть 4»         | 16 марта 1974   | 24:35             | 9,5                       | PAL 2" colour videotape |
| [ 1 ] [ 2 ] [ 3 ] |                 |                   |                           |                         |